# Olga Rickards
Olga Rickards (* 20. Juli 1952 in Rom) ist eine italienische Anthropologin, die sich vor allem mit Molekularanthropologie, der menschlichen Evolution, Paläodiät und Völkerwanderung in vorschriftlicher Zeit befasst.
Olga Rickards erhielt 1971 ihr diploma di laurea in Naturwissenschaften. 1978 wurde sie in Anthropologie promoviert, 1981 in Biologie. Von 1984 bis zum Jahr 2000 arbeitete sie als Wissenschaftlerin an der Universität Tor Vergata, zunächst als Assistenzprofessorin. Sie war 1985 Gastwissenschaftlerin der Humanbiologie an der Universität Bremen, 1986 an der Universität Neapel, ebenso wie in Bilbao und Madrid (1994) und hielt sich mehrfach als Stipendiatin am Department of Genetics and Molecular Biology der Universität von Hawaii auf (1991–92, 1994, 1998–99).
Rickards ist seit 2000 ordentliche Professorin für Molekularanthropologie und seit 1996 Direktorin des Centro Dipartimentale di Antropologia Molecolare per lo Studio del DNA Antico an der Fakultät für Biologie der Universität Rom „Tor Vergata“. Darüber hinaus ist sie seit 2005 Präsidentin des Consiglio dei Corsi di Studio di Scienze Biologiche, sitzt seit 2008 im Direktorium der Associazione Antropologica Italiana. 2009 gewann sie den Internationalen Preis für Anthropologie der Accademia Nazionale dei Lincei „Fabio Frassetto“. 2009 war sie Direktorin der italienischen Sektion des International Columbus Identification DNA Teams unter Leitung von J. Lorente an der Universität Granada. Schließlich ist sie Mitglied der Gruppe GRANDI, dem GRoupement d'ANthropologie DIdactique der European Anthropological Association.
Sie nahm 2004 an Ausgrabungen in Libyen im Zusammenhang mit der Geschichte der Tuareg teil (Al Awaynat, Tahala), dann in der Olduvai-Schlucht im Norden Tansanias, und publiziert in den renommiertesten Fachzeitschriften ihres Gebiets. Dabei wandte sie sich mehrfach gegen das Konzept der „Rasse“.
Derzeit arbeitet sie an der Erforschung der antiken Völker Italiens mit dem Ziel einer Genetischen Geschichte Italiens im Rahmen des Mittelmeeres mit. Dabei wurden, z. T. auch zur Bestimmung des Geschlechts mittels genetischer Methoden, die Fundstätten Balzi Rossi, Arene Candide, Ostuni, Romito, Grotta delle Veneri, Samari, Fontenoce di Recanati, Sant’Angelo Muxaro, Ticchiara, Madonna di Loreto, Monte Vodice, Ipogeo degli Aureli und Ferento neuen Untersuchungen unterzogen. Dann untersucht sie die mütterlichen Linien moderner Populationen der libyschen Sahara mittels mtDNA, um die Wege der Verbreitung der Menschengruppen zu rekonstruieren. Mit ihren Werkzeugen analysiert sie zudem die frühen Migrationen, einschließlich derjenigen nach Südamerika, anhand von DNA-Untersuchungen heutiger Menschen, vor allem am Y-Chromosom. Schließlich erforscht sie, immer zusammen mit internationalen Teams, die neolithische Population von Velia und Mittelitaliens insgesamt, anhand von DNA und Collagen erhaltener Knochen. So konnte die Ernährungsweise ermittelt werden, indem die stabilen Isotopen von Kohlenstoff und Stickstoff im Collagen von menschlichen Überresten und ihrer tierischen Beute untersucht wurden. So ließen sich erhebliche Unterschiede bezüglich des Alters, des Geschlechts, aber auch ein Zusammenhang mit der Art der Beisetzung ermitteln.

## Werke (Auswahl)
- mit Gianfranco Biondi: I sentieri dell’evoluzione. Nuovi indizi sull’origine dell’uomo, Neapel 2000.
- mit Gianfranco Biondi: Uomini per caso. Mito, fossili e molecole nella nostra storia evolutiva, Rom 2001.
- mit Gianfranco Biondi, F. Grione, V. Sborboni: Evoluzioni. Le Scienze tra Natura e Numeri. Antropologia, Biodiversità, Matematica, OMgrafica, Rom 2008.
- mit Gianfranco Biondi, F. Martini, G. Rotilio: In carne e ossa. DNA, cibo e culture dell'uomo preistorico, Laterza, Bari 2006.
- mit Gianfranco Biondi: Umani da sei milioni di anni, Carocci, Rom 2009.
- mit Gianfranco Biondi: L’errore della razza. Avventure e sventure di un mito pericoloso, Carocci, Rom 2011.